# Diagramme de Penrose-Carter

Diagramme de Penrose d'un espace de Minkowski infini.
Deux dimensions d'espace ont été éliminées et la dimension (spatiale) infinie est représentée sur un segment (fini) horizontal. L'axe temporel est vertical.

Un diagramme de Penrose-Carter,, est un diagramme bidimensionnel utilisé, en relativité générale, pour faciliter l'étude des propriétés causales d'un espace-temps.
Ils sont une façon de représenter plusieurs métriques spatio-temporelles (solutions de l'équation d'Einstein) en supprimant systématiquement deux dimensions d'espace : la figure résultante est donc plane, représentable facilement dans le plan euclidien (c'est-à-dire une banale feuille de papier).

## Histoire
Les diagrammes de Penrose-Carter sont ainsi désignés en l'honneur de Roger Penrose et de Brandon Carter qui les ont introduits indépendamment dans les années 1960.
D'après Penrose, celui-ci en fit usage, pour la première fois, lors d'une conférence à Varsovie en juillet 1962 mais c'est Carter qui introduisit la notion de « diagrammes conformes stricts » en 1966,.

## Présentation
Sur un diagramme de Penrose-Carter :
- toute ligne horizontale est du genre espace,
- toute ligne verticale est du genre temps,
- la lumière se déplace sur des droites inclinées à 45°.

Un diagramme de Penrose-Carter représente divers infinis dits infinis conformes. Ils y sont notés par la lettre i — initiale de l'anglais infinity (« infini ») — suivie, en exposant, de 0, + ou –, correspondant respectivement au zéro, au signe plus et au signe moins,. Les infinis conformes représentés par un point sont notés par un i ; les autres, par un i en police scripte, dit scri. Les exposants + et – dénotent respectivement le futur et le passé.
- le point {\displaystyle i^{0}} est l'infini du genre espace[8], ou infini spatial[3],
- le point {\displaystyle i^{+}} est l'infini futur du genre temps[8], ou infini temporel futur[3],
- le point {\displaystyle i^{-}} est l'infini passé du genre temps[8], ou infini temporel passé[3],
- {\displaystyle {\mathcal {I}}^{+}} est l'infini futur du genre lumière[3],[8],
- {\displaystyle {\mathcal {I}}^{-}} est l'infini passé du genre lumière[3],[8].

## Cas de l'espace de Schwarzschild

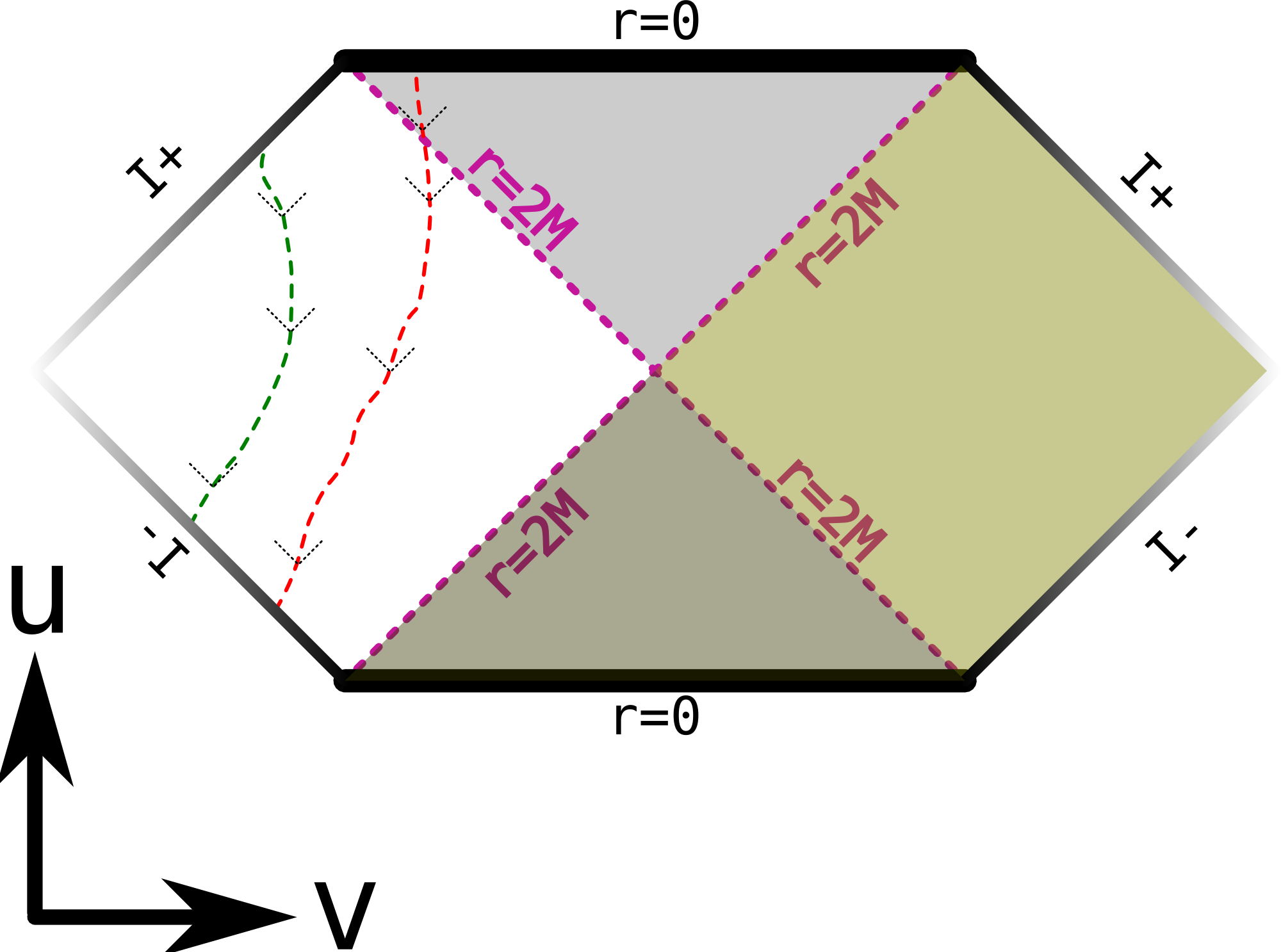
Diagramme de Penrose d'un espace de Schwarzschild.

La figure à gauche montre la représentation d'un espace de Schwarzschild correspondant à un trou noir statique (pas de rotation, ni de charge). La coordonnée verticale nommée « u » est temporelle, alors que la coordonnée horizontale « v » est spatiale. Le diagramme de Penrose est conforme, c'est-à-dire que les géodésiques de genre nul (lignes de lumière) correspondent aux demi-première et deuxième bissectrices « hautes ».
Dans ce système de coordonnées, dérivé de celui de Kruskal, nous avons :
{\displaystyle ds^{2}={\frac {32M^{3}}{r}}{\frac {e^{-{\frac {r}{2M}}}(-du^{2}+dv^{2})}{4\cos ^{2}{\frac {1}{2}}(u+v)\cos ^{2}{\frac {1}{2}}(u-v)}}+r^{2}(d\theta ^{2}+\sin ^{2}\theta d\phi ^{2})}
Le diagramme fait donc abstraction des deux coordonnées sphériques {\displaystyle \theta } et {\displaystyle \phi }. Les cônes de lumières délimités par les géodésiques nulles (ds² = 0) correspondent à du² = dv², donc {u = v} ou {u = -v}, c'est-à-dire les premières et deuxièmes bissectrices.
En partant de la gauche, deux droites (première et seconde bissectrices) divergent : la droite du bas, nommée I-, représente « l'infini du passé », là d'où proviennent tous les mobiles qui viennent de l'infiniment lointain ; la droite du haut, I+, correspond à « l'infini de l'avenir », et représente le lieu vers où se dirigent tous les mobiles qui s'éloignent à jamais du trou noir. Les deux droites horizontales et parallèles représentent la singularité (dans le passé et dans l'avenir), située en r = 0. Le diagramme est symétrique par rapport à la verticale. En pointillés, on a représenté l'horizon du trou noir, situé (en unités convenables) à r = 2M.
On peut donc distinguer quatre régions, suivant leur couleur :
1. Les zones de fond blanc correspondent à notre espace-temps, celles de fond marron à un espace-temps « miroir » ;
2. Les zones de fond clair sont dans l'espace « classique », les zones grisées à l'intérieur des horizons respectifs des singularités.

La singularité du passé (en bas de la figure) et l'espace « symétrique » situé à droite sont généralement considérés comme des artefacts mathématiques sans réalité physique. Ils sont de toute façon impossibles à atteindre. La singularité du passé se comporte comme un « trou blanc », à savoir une zone de répulsion gravitationnelle infinie : aucun mobile extérieur ne peut l'approcher en deçà de son horizon, et tout ce qui se trouve créé à l'intérieur est expulsé — soit dans notre univers « normal » (à gauche), soit dans l'univers « miroir » (à droite).
Il est loisible d'identifier les « losanges » droite et gauche, ce qui revient à interpréter l'univers « miroir » comme une réplique mathématique de notre univers « normal ». Si l'on identifie en outre les singularités du haut et du bas, on arrive à un modèle physique où un trou noir éternel avale de la matière, rejetée dans un ailleurs spatio-temporel sous la forme de trou blanc.

### Étude cinématique dans le diagramme de Penrose
En vert, on a représenté la trajectoire d'un mobile qui reste à distance du trou noir. Il émerge de I-, reste constamment dans son cône de lumière matérialisé par le « V » en pointillés (l'ensemble de ses vitesses permises, c'est-à-dire telles que |v| < c), puis atteint l'infini de l'avenir.
En rouge, on a représenté la trajectoire d'un mobile qui arrive de l'infini, se rapproche du trou noir puis dépasse l'horizon. On voit aisément qu'une fois au-delà de la droite r = 2M, en raison de la forme des cônes de lumière, quelle que soit la vitesse ultérieure du mobile, il ne peut que finir sur la singularité matérialisée par la droite du haut.